# Rides
Rides é um programa de que é exibido no Discovery Channel.O programa é sobre automóveis alterados e bólides. Jay Leno, um conhecido apresentador e humorista norte-americano, apresenta o programa em algumas oportunidades.